# El Maarif
El Maarif (arabiska: املعاريف) är ett arrondissement i Casablanca i Marocko. Antalet invånare var 170 689 vid folkräkningen 2014.